# سياه غلة (تشهار دولي)
سیاه غلة (بالفارسية: سیاه گله) هي قرية تقع في إيران في Chaharduli Rural District. يقدر عدد سكانها بـ 238 نسمة بحسب إحصاء 2016.